# Tsukuru Hori

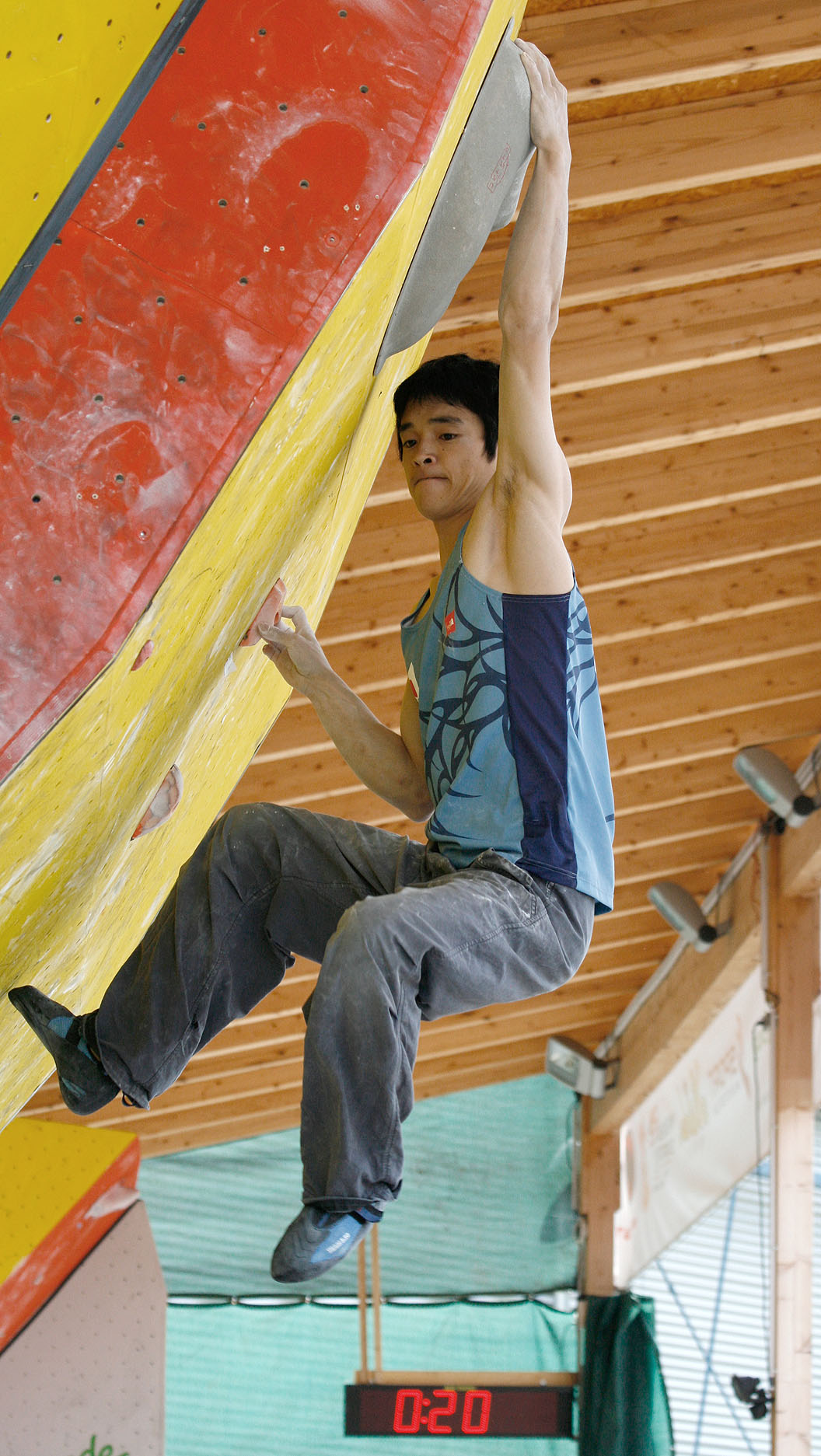
Puchar Świata 2010, Wiedeń. Tsukuru Hori w boulderingu.

Tsukuru Hori (jap. 堀創 Hori Tsukuru; ur. 2 listopada 1989, w prefekturze Miyagi) – japoński wspinacz sportowy, specjalizujący się boulderingu, prowadzeniu oraz we wspinaczce łącznej. Wielokrotny medalista mistrzostw Azji we wspinaczce sportowej, dwukrotny mistrz Azji.

## Kariera sportowa
W roku 2008 oraz w 2015 wywalczył złote medale mistrzostw Azji we wspinaczce sportowej w konkurencji boulderingu. W roku 2009 i w 2010 zdobył srebrne medale mistrzostw Azji.
W 2012 w chińskim Haiyang na plażowych mistrzostwach Azji we wspinaczce sportowej w boulderingu zdobył srebrny medal.
Uczestnik festiwalu wspinaczkowego Rock Master, który corocznie odbywa się na słynnych ścianach wspinaczkowych w Arco, gdzie był zapraszany przez organizatora zawodów. W 2010 na tych zawodach wspinaczkowych zdobył brązowy medal w boulderingu.

## Osiągnięcia

### Mistrzostwa świata
| Konkurencje | 2014 | 2016 |
| Bouldering  | 6    | 6    |

### Mistrzostwa Azji
| Konkurencje | 2008 | 2009 | 2010 | 2015 |
| Bouldering  | 1    | 2    | 2    | 1    |
| Prowadzenie | 8    | —    | —    | —    |

### Plażowe igrzyska azjatyckie
| Konkurencje | 2012 |
| Bouldering  | 2    |

### Rock Master
| Konkurencje | 2010 |
| Bouldering  | 3    |